# Несмєянов Олександр Миколайович
Олександр Миколайович Несмєянов (1899—1980) — радянський хімік-органік, організатор радянської науки. Президент Академії наук СРСР у 1951—1961 роках; ректор Московського державного університету імені Ломоносова. Депутат Верховної Ради СРСР 3—5-го скликань (1950—1962).
Академік АН СРСР (1943; член-кореспондент 1939). Двічі Герой Соціалістичної Праці (1969, 1979). Лауреат Ленінської премії (1966) і Сталінської премії першого ступеня (1943). Член ВКП(б) з 1944 року. Активний пропагандист веганства.

## Біографія
Народився у Москві в учительській родині. Батько — Микола Васильович Несмеянов, закінчив із золотою медаллю Владимирську гімназію, а потім — юридичний факультет Московського університету, захопився просвітництвом, 10 років займав місце народного вчителя в селі Бушове Тульської губернії; після одруження у 1898 році став службовцям Московської міської управи, потім завідував сирітським притулком в Москві (1901—1917); мати — Людмила Данилівна, уроджена Рудницька (1878—1958), була різнобічно обдарованим педагогом. Після Олександра народилися дві сестри (які померли в дитинстві), потім у родині народилися Василь (1904), Тетяна (1908) та Андрій (1911).
У 1911 році Олександр став вегетаріанцем. Зацікавився хімією з тринадцятирічного віку, пройшовши до цього часу захоплення різними гілками біології: ентомологією, гідробіологією, орнітологією. У 1917 році закінчив з срібною медаллю приватну Московську гімназію Страхова і поступив на природниче відділення фізико-математичного факультету Московського університету. Навчання в революційну епоху вимагала великої самопожертви і фанатичної відданості: займалися в неопалюваних приміщеннях, не вистачало лабораторного обладнання. Працюючи нічним сторожем на факультеті, він жив у лабораторії Миколи Зелінського, віддаючи весь час наукових експериментів. Влітку 1920 року разом з родичами і друзями вирушав у село за хлібом.
По закінченні університету (1922) Несмєянов залишається на кафедрі академіка Миколи Зелінського, де в 1924—1938 роках він обіймав посади асистента, доцента, професора (з 1935 року).
З 1938 року завідував кафедрою органічної хімії Інституту тонкої хімічної технології, у 1939—1954 роках працював директором Інституту органічної хімії АН СРСР. У 1939 році обраний членом-кореспондентом, а в 1943 році — академіком АН СРСР по Відділенню хімічних наук (у 1946—1951 роках академік-секретар відділення). Член ВКП(б) з 1944 року.
Наприкінці німецько-радянської війни повернувся в рідний університет: очолював кафедру органічної хімії, в 1945—1948 роках був деканом хімічного факультету, а у 1948—1951 роках — ректором Московського державного університету імені Ломоносова.
Після смерті президента АН СРСР Сергія Вавилова на позачерговій сесії загальних зборів Академії Наук 16 лютого 1951 був обраний її Президентом. Пішов з поста президента АН СРСР за власним бажанням 19 травня 1961 року.
Був одним з найбільших хіміків-органіків XX століття. Він виконав ряд основоположних робіт з теорії хімічної будови і реакційної здатності органічних сполук і створив нову дисципліну, що лежить на кордоні неорганічної та органічної хімії, яка, за його пропозицією, отримала назву хімія елементоорганічних сполук. У 1954 році Несмєянов заснував Інститут елементоорганічних сполук АН СРСР, яким керував аж до своєї смерті (тепер інститут носить ім'я Несмєянова).
Цікавився літературою, писав вірші.
Помер Олександр Миколайович Несмєянов 17 січня 1980 року. Похований у Москві на Новодівичому кладовищі (ділянка № 9).

## Нагороди та премії
Роботи Олександра Миколайовича з хімії елементоорганічних сполук принесли йому славу і визнання не тільки в СРСР, але і в світі. Він був обраний почесним членом кількох десятків зарубіжних національних академій і наукових товариств.
- Сталінська премія першого ступеня (1943) — за дослідження в області металоорганічних сполук, результати яких опубліковані в 1941 і 1942 роках в серії статей: «Про взаємодію діазоуксусного ефіру з хлорним оловом і хлорним залізом», «З області ртутноорганічних сполук», «Про реакції нітрозосполук з окисом азоту» та в монографії «Синтетичні методи в області металоорганічних сполук ртуті» (1942)
- Ленінська премія (1966) — за цикл досліджень в області елементоорганічних сполук
- Двічі Герой Соціалістичної Праці (1969, 1979).
- Золота медаль імені Дмитра Менделєєва (1977) — за цикл робіт у галузі металоорганічних сполук і одержання продуктів харчування з нетрадиційних джерел.
- Велика золота медаль імені М. в. Ломоносова АН СРСР (1962)
- сім орденів Леніна (04.11.1944; 10.06.1945; 19.09.1953; 08.09.1959; 27.04.1967; 13.03.1969; 07.09.1979)
- орден Жовтневої Революції (13.09.1974)
- орден Трудового Червоного Прапора (14.09.1949)

## Пам'ять
- Інститут елементоорганічних сполук імені Олександра Миколайовича Несмєянова РАН.
- Його ім'ям названа одна з вулиць Гагарінського району міста Москви.
- Російська академія наук заснувала премію імені Несмєянова, що присуджується з 1995 року за видатні роботи в області хімії елементоорганічних сполук.